# پتروفکا (شهرستان پروخوروفسکی، استان بلگورود)
پتروفکا (انگلیسی: Petrovka, Prokhorovsky District, Belgorod Oblast) یک شهرک در بخش پروخوروفسکی استان بلگورود کشور روسیه است.